# جون غاردينر (لاعب كرة قدم)
جون غاردينر (بالإنجليزية: John Gardiner)‏ (23 ديسمبر 1911 في المملكة المتحدة - 1965 بغلاسكو في المملكة المتحدة) هو مدرب كرة قدم ولاعب كرة قدم إسكتلندي في مركز الوسط، شارك في الألعاب الأولمبية الصيفية 1936. وشارك مع منتخب المملكة المتحدة الوطني لكرة القدم. أما مع النوادي، فقد لعب مع نادي كوينز بارك.

## وصلات خارجية
- جون غاردينر على موقع الاتحاد الدولي (مؤرشف)  (الإنجليزية)
- جون غاردينر على موقع أوليمبيديا (الإنجليزية)